# Высокий Мост
Высо́кий Мо́ст — деревня в Печорском районе Псковской области России. Входит в состав сельского поселения «Лавровская волость».
Расположена на берегу реки Кудеб, в 7 км к юго-востоку от волостного центра, деревни Лавры и в 39 км к югу от райцентра, города Печоры.

## Население
Численность населения деревни по оценке на конец 2000 года составляла 62 жителя.
| 2001 | 2002 | 2010 |
| ---- | ---- | ---- |
| 62   | ↘44  | ↘29  |